# Década de 1630
Séculos: (Século XVI - Século XVII - Século XVIII)
Décadas: 1580 1590 1600 1610 1620 - 1630 - 1640 1650 1660 1670 1680
Anos: 1630 - 1631 - 1632 - 1633 - 1634 - 1635 - 1636 - 1637 - 1638 - 1639

## Acontecimentos e Tendências
- A Guerra dos Trinta Anos assola a Europa
- 8 de Setembro de 1636 - estabelece-se na Colónia inglesa de Massachusetts o Colégio de Harvard, primeira instituição de ensino superior dos Estados Unidos

## Líderes mundiais
- Rei Cristiano IV da Dinamarca e Noruega (1588 - 1648).
- Rei Carlos I de Inglaterra, Escócia e Irlanda (1625 - 1649).
- Hong Taiji, Imperador dos Qing.
- Rei Luís XIII de França (1610 - 1643).
- Cardeal Richelieu, superior-geral de França (1624 - 1642).
- Fernando II, Imperador Sacro-Romano (1620 - 1637).
- Fernando III, Imperador Sacro-Romano (1637 - 1657).
- Frederick Henry, Príncipe de Orange, Stadtholder da Holanda, Zelândia, Utrecht, Overijssel e Guéldria (1625 - 1647).
- Papa Urbano VIII (1623 - 1644).
- Rei Filipe IV de Espanha (1621 - 1665).
- Rei Gustavus Adolphus da Suécia (1611 - 1632)